# مدرسه بروجیه

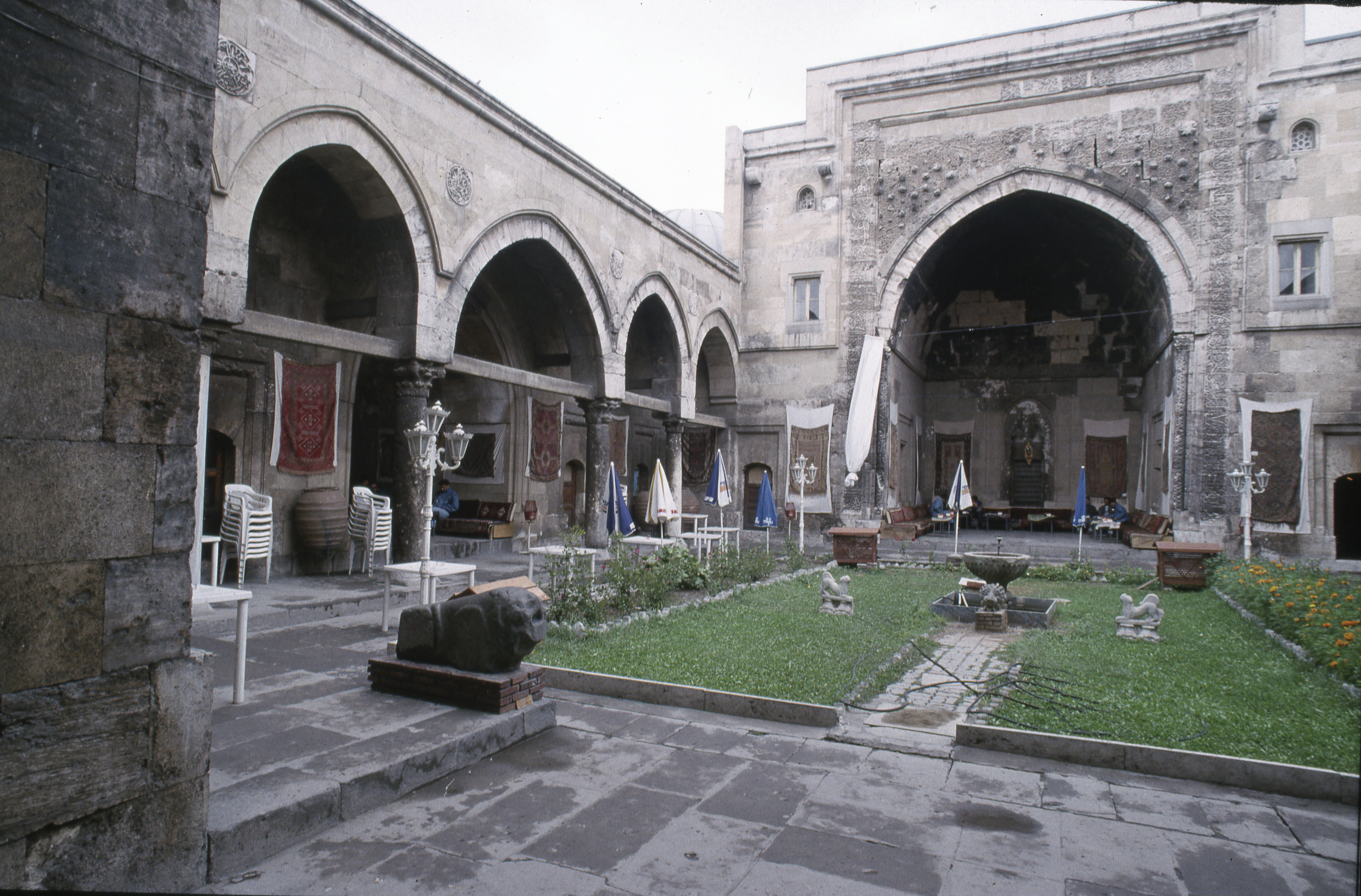
A view from the courtyard.

مدرسه بروجیه (ترکی استانبولی: Buruciye Medresesi) مدرسه تاریخی در استان سیواس ترکیه است. این بنا در زمان سلطان سلجوقی غیاث‌الدین کیخسرو سوم در سال ۱۲۷۱ ساخته شده‌است. این بنا به عنوان میراث جهانی در ۱۵ آوریل ۲۰۱۴ معرفی شد. این اثر در فهرست آزمایشی سازمان آموزشی، علمی و فرهنگی سازمان ملل (یونسکو) قرار دارد.